# Campionato europeo dei piccoli stati femminile under 19 di pallavolo
Il campionato europeo dei piccoli stati femminile under 19 di pallavolo è una competizione pallavolistica, organizzata dalla CEV, per squadre nazionali europee di stati con meno di un milione di abitanti, riservata a giocatrici con un'età inferiore di 19 anni.

## Edizioni
| Edizione      | Edizione      | Podio       | Podio       | Podio         |
| Anno          | Organizzatore | Campione    | Seconda     | Terza         |
| ------------- | ------------- | ----------- | ----------- | ------------- |
| 2006 Dettagli | San Marino    | Lussemburgo | Cipro       | San Marino    |
| 2008 Dettagli | Liechtenstein | Lussemburgo | Cipro       | Liechtenstein |
| 2010 Dettagli | Lussemburgo   | Lussemburgo | Cipro       | Liechtenstein |
| 2012 Dettagli | Cipro         | Cipro       | Scozia      | Lussemburgo   |
| 2014 Dettagli | San Marino    | Lussemburgo | San Marino  | Scozia        |
| 2016 Dettagli | Scozia        | Cipro       | Lussemburgo | Scozia        |

## Medagliere
| Pos. | Squadra       | 1º posto | 2º posto | 3º posto | Totale |
| ---- | ------------- | -------- | -------- | -------- | ------ |
| 1    | Lussemburgo   | 4        | 1        | 1        | 6      |
| 2    | Cipro         | 2        | 3        | -        | 5      |
| 3    | Scozia        | -        | 1        | 2        | 3      |
| 4    | San Marino    | -        | 1        | 1        | 2      |
| 5    | Liechtenstein | -        | -        | 2        | 2      |